# 赤木正人
赤木 正人（あかぎ まさと、1956年9月12日 - ）は、日本の情報工学者。北陸先端科学技術大学院大学情報科学研究科教授。元日本音響学会会長。

## 人物・経歴
1975年岡山県立岡山操山高等学校卒業。1979年名古屋工業大学工学部電子工学科卒業。1984年東京工業大学大学院理工学研究科情報工学専攻博士後期課程修了、工学博士。飯島泰蔵に師事。同年日本電信電話公社入社、同社武蔵野電気通信研究所研究主任。1986年国際電気通信基礎技術研究所視聴覚機構研究所出向。1988年同主任研究員。同年マサチューセッツ工科大学滞在研究員としてヴィクター・ズーに師事。1990年日本電信電話基礎研究所主任研究員に復帰。1992年北陸先端科学技術大学院大学情報科学研究科助教授。1993年アムステルダム大学滞在研究員。1999年北陸先端科学技術大学院大学情報科学研究科教授。2002年北陸先端科学技術大学院大学評議員。2005年ケンブリッジ大学滞在研究員として、ロイ・D・パターソンに師事。2007年日本音響学会副会長。2010年北陸先端科学技術大学院大学情報科学研究科長。2011年日本音響学会会長。

## 受賞歴
- 電子情報通信学会論文賞 1987[3]
- 日本音響学会佐藤論文賞 1998[3]
- 日本音響学会佐藤論文賞 2005[3]
- 信号処理学会 Best Paper Award 2009[3]
- 日本音響学会佐藤論文賞 2010[3]
- 日本音響学会佐藤論文賞 2011[3]

## 著書
- 音響学入門 共著  コロナ社 2011/03 ISBN  9784339013016